# Catedral de la Asunción (Santander)
La catedral de la Asunción de Nuestra Señora  se encuentra en la ciudad española de Santander. Su estructura es principalmente gótica, si bien ha sido posteriormente ampliada y reformada. Es un edificio religioso ubicado en un alto que conforma el último vestigio del antiguo cerro de Somorrostro, que fue elegido por los romanos como punto estratégico para el abastecimiento de la actual ciudad. Este lugar se caracterizó por ser un promontorio rodeado en gran parte por el mar, lo que permitió que la presencia humana en esta zona se mantuviera a lo largo de los siglos medievales.
La concesión de fuero a Santander en 1187, bajo la tutela del abad de su iglesia, propició un importante desarrollo económico que permitió la construcción del actual edificio catedralicio, así como del castillo de la villa por su flanco de poniente, la consolidación de lo que más tarde se llamó la Puebla Vieja y la construcción de nuevas murallas para defender a la población y su puerto.
La iglesia catedral tiene una estructura de tres naves con cuatro tramos, y en su interior se encuentra entre otros el mausoleo de Marcelino Menéndez Pelayo, obra del escultor Victorio Macho. Además, aquí se encuentran los restos de los Santos Mártires (San Emeterio y San Celedonio) que según cuenta la tradición llegaron a Portus Victoriae (la antigua Santander romana) en barco.

## Historia
Se trata de un conjunto histórico y monumental, construido entre finales del siglo XII y el XIV sobre el antiguo monasterio; en un principio sirvió como abadía, consagrada a San Emeterio y San Celedonio, conocida como la Abadía de los Cuerpos Santos. La iglesia se levantó sobre un cerro rodeado de agua, donde estuvo el asentamiento romano del Puerto de la Victoria, a partir del siglo VIII para guardar las reliquias de los mártires sacrificados en Calahorra cinco siglos antes. Sus cráneos fueron traídos por los que huían del dominio musulmán de la península ibérica. La construcción de la planta inferior data de los primeros años del siglo XII, poco después de que se concediesen los fueros a la ciudad. Fue elevada a rango de colegiata en 1131 por el rey Alfonso VII, el Emperador, y comenzada la reconstrucción de los actuales edificios por iniciativa de Alfonso VIII, tras la concesión del fuero de Santander en 1187. La parte superior del edificio se construyó entre finales de ese siglo y comienzos del XIV. Al finalizar se construyó el claustro gótico. Posteriormente recibió el título de Iglesia Colegial de los Cuerpos Santos. Tiene especial interés la puerta principal, levantada hacia 1230, donde están labrados los primeros escudos del reino en que aparecen juntos castillos y leones, tras la unificación definitiva de León y de Castilla en tiempos de Fernando III, cuyo hijo Sancho fue abad del sitio. El templo es ampliado en los siglos XVI y XVII incorporándose nuevas capillas. En esta catedral estuvo el cementerio de la ciudad.

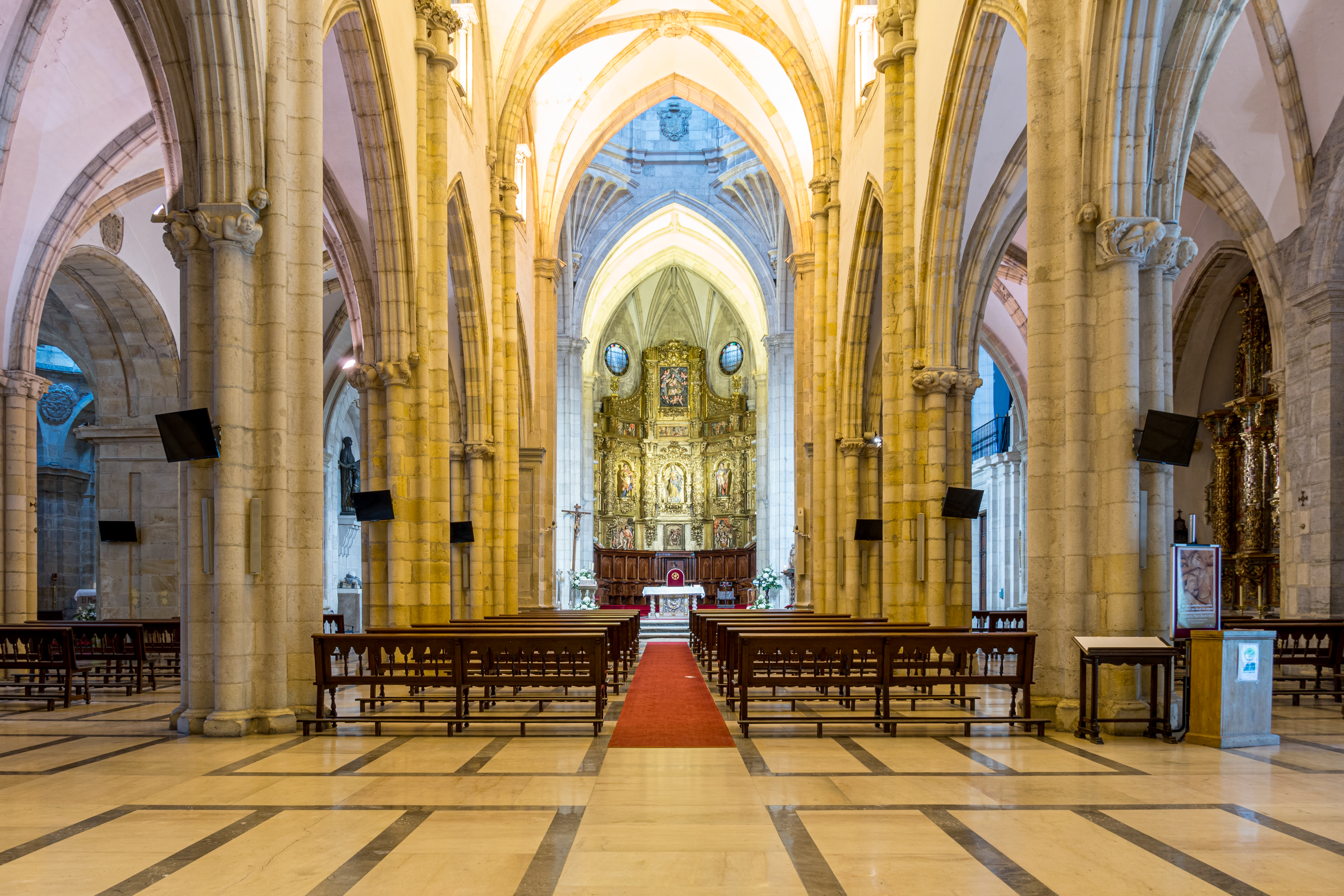
Aspecto de la nave central de la catedral

En 1754 se crea la diócesis de Santander, y la Colegiata de los Cuerpos Santos fue transformada en catedral por el papa Benedicto XIV, como cabeza del nuevo obispado de Santander. Sufrió considerables desperfectos con motivo de la explosión de la dinamita del vapor Cabo Machichaco en 1893; tras sobrevivir a la guerra civil española, sufrió en 1941 las consecuencias del incendio de Santander, quedando seriamente dañada y haciendo necesaria una reconstrucción y ampliación entre los años 1942 y 1953, cuando fue inaugurada; los arquitectos encargados de tal tarea fueron José Manuel Bringas y Juan José Resines del Castillo. La reconstrucción llevada a cabo sobre las partes afectadas permite hoy contemplar en todo su valor las destacadas cualidades arquitectónicas del monumento original.
Desde 2015 acoge el Centro de Interpretación de la Historia de Santander.

## Características

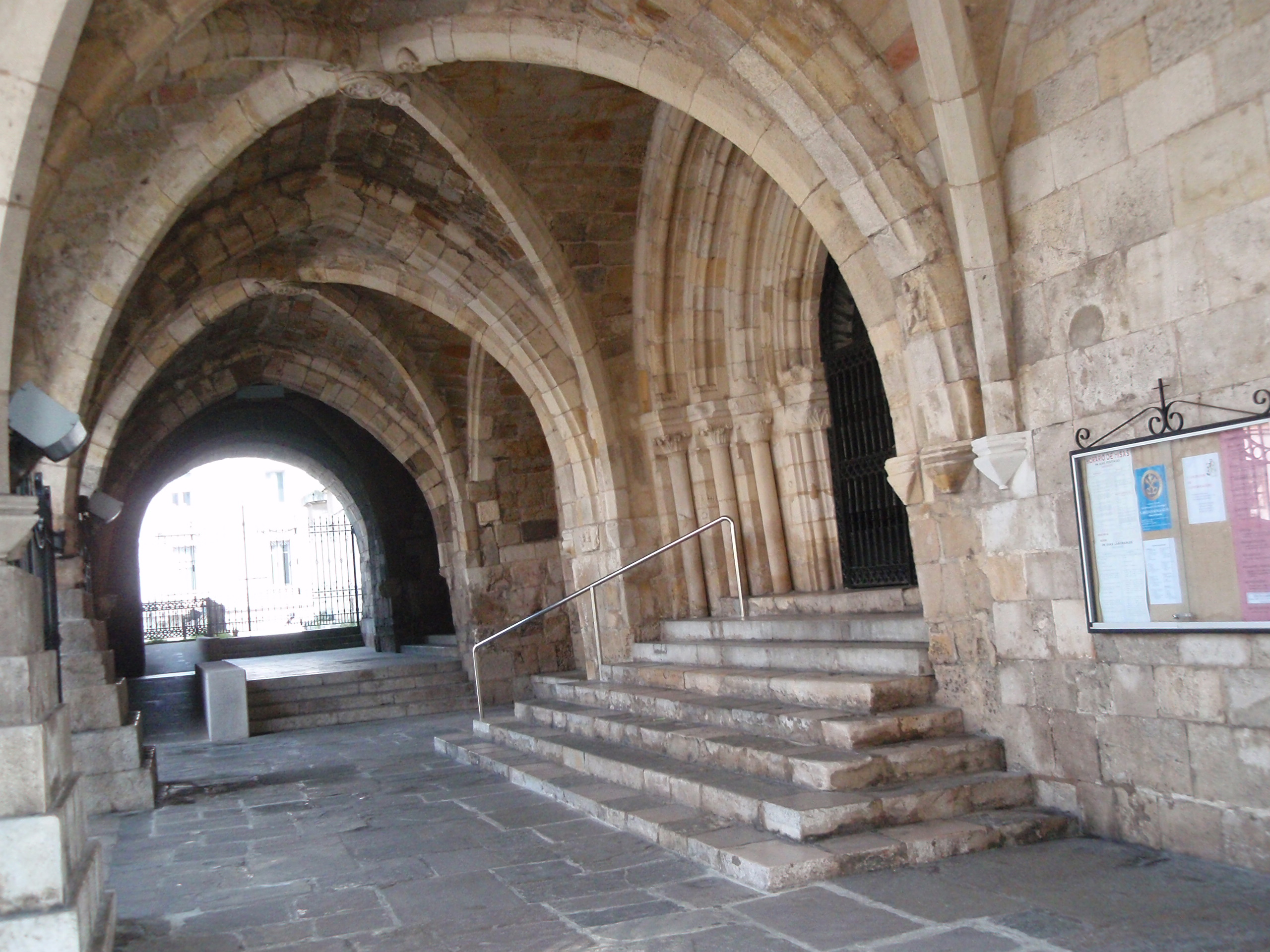
Acceso a la iglesia baja

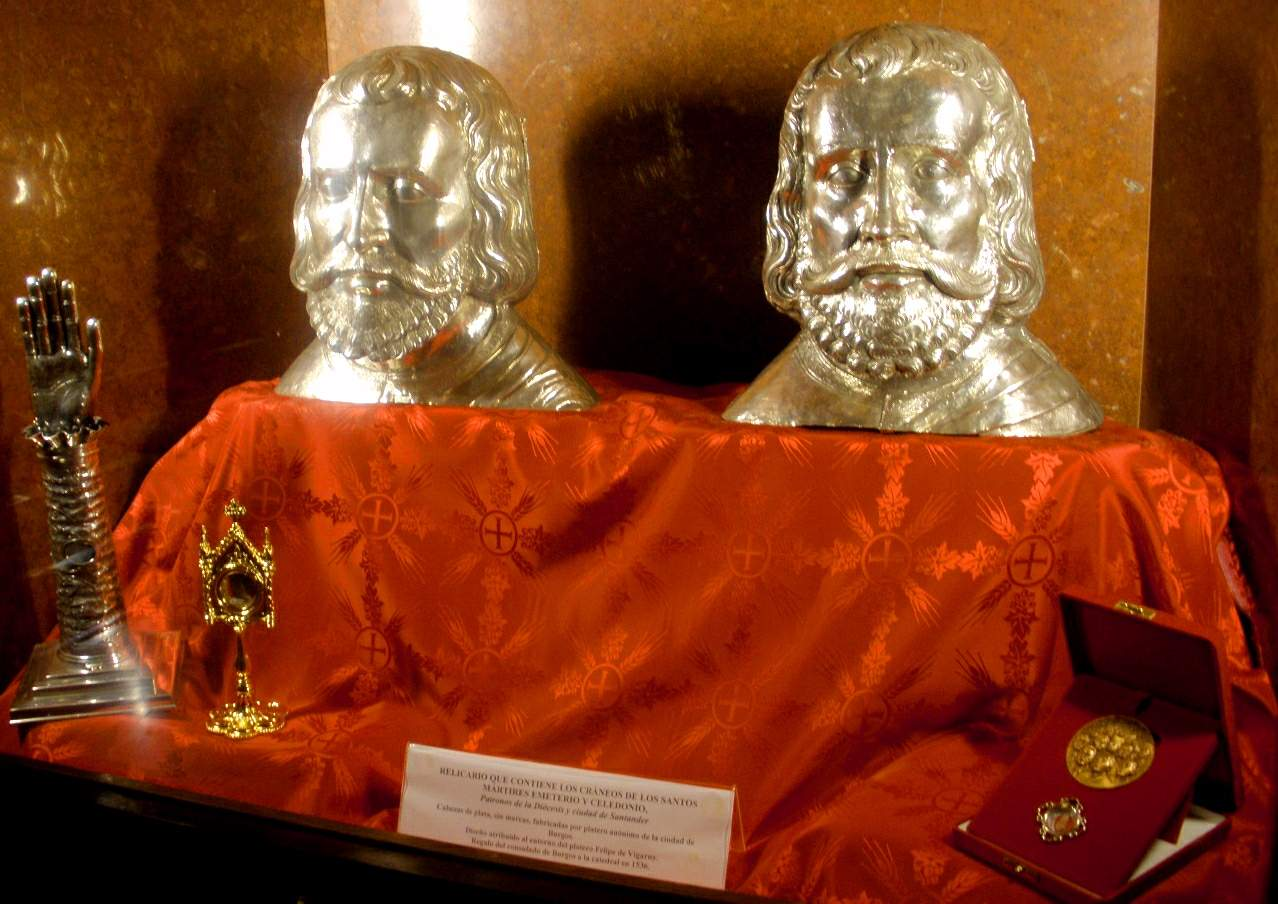
Bustos-relicarios de los santos mártires Emeterio y Celedonio, en la iglesia baja del Santísimo Cristo, o cripta del Cristo

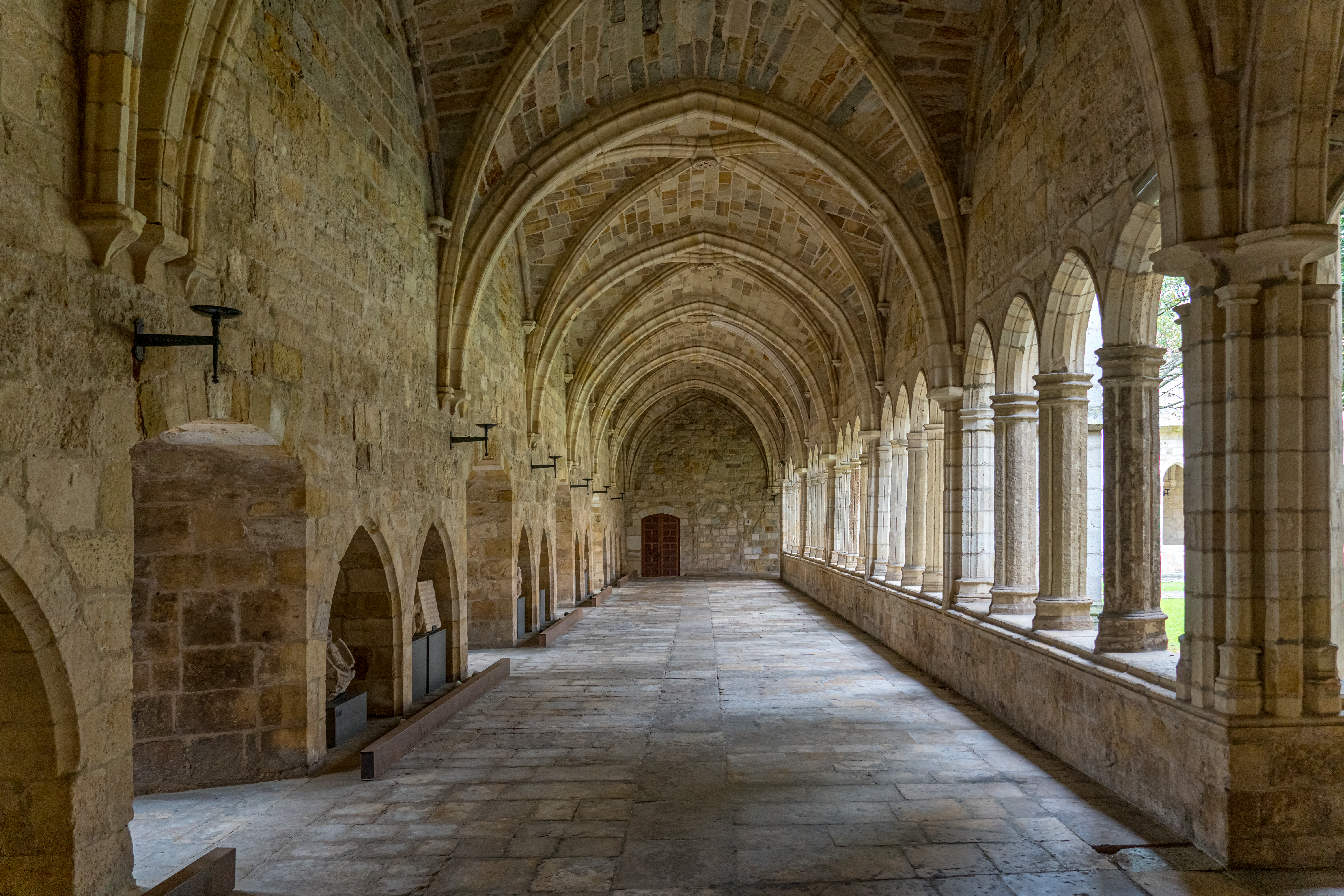
Claustro.

La peculiaridad que distingue a este monumento es que está formado por dos templos superpuestos de idéntica planta y un claustro con dependencias anejas. El templo inferior, conocido como cripta o parroquia del Cristo, fue construido alrededor del año 1200 sobre otros edificios anteriores de época romana. El templo superior, conocido hoy como la Basílica de Santander, se construyó a mediados del siglo XIII y su cabecera cuenta con tres capillas poligonales.
La bóveda de la iglesia es de crucería con ojivas sobre columnas de pilar cruciforme. El claustro es cuadrado con arquería apuntada y no presenta decoración.

## Iglesia del Cristo
La inferior y más antigua, comúnmente llamada iglesia del Cristo y también conocida como cripta, está constituida por tres naves y cuatro tramos. Sus dimensiones son de 31 m de largo por 18 m de ancho. Toda la estructura de arcos soporta el peso del piso superior, por lo que tiene un grosor y robustez considerable. Su decoración consiste principalmente en motivos vegetales.

## Catedral-basílica de Santander
La Iglesia Alta de este conjunto monumental fue edificada durante el siglo XIII, en el mismo estilo del sobrio gótico en que se había realizado la Iglesia del Cristo. Perdió gran parte de sus tesoros en el ya mencionado incendio, si bien algunos se mantuvieron y otros se recuperaron. Se conserva gran parte de la decoración de los arcos, columnas y entablamentos así como de las puertas, especialmente la de acceso, en la que se encuentra una de las representaciones más antiguas de los escudos del reino de Castilla y León juntos. Las ventanas del templo están decoradas con vidrieras, si bien son actuales. 
La Catedral-Basílica de Santander cuenta con numerosas capillas distribuidas en los muros de las dos naves laterales, orientadas al Sur y al norte. En la nave sur, la primera capilla es obra de Fernando Herrera Calderón de 1624; la segunda de Juan Alvarado de comienzos del siglo XVII; la tercera de Sebastián de la Puebla, de 1622. En la nave norte, la primera capilla es de 1671, de características barrocas; la segunda es la capilla penitencial y contiene una pila bautismal; la tercera contiene el sepulcro de Marcelino Menéndez Pelayo obra del escultor Victorio Macho.
Debido al proyecto de reconstrucción se suprimieron importantes elementos barrocos que constituían la ampliación de la cabecera de la iglesia, obra de José de Cereceda en el siglo XVIII.
El templo fue ampliado a mediados del siglo XX con el añadido de nuevo presbiterio y girola, para llevar a cabo los nuevos presbiterios, cimborrio y 
girola; el coro de piedra que había sobrevivido al fuego, la Puerta de los Mártires y la monumental escalera contigua, el primero obra de Francisco del Pontón Setien y Juan de la Sierra Bocerraiz, y los segundos de Gregorio de la Roza en el siglo XVII, estos últimos fueros desmontados numerándose sus piedras de sillar, pero desde entonces no se conoce su paradero. El presbiterio se encuentra rodeado por la girola que contiene dos altares dedicados a Fernando III de Castilla el Santo y a San Matías. También está acompañada en su flanco norte por una pila de mármol que contiene una inscripción en árabe, supuestamente capturada en la toma de Sevilla. En el flanco sur hay una tribuna decorada con un fresco del pintor José Cataluña Miralles. Las bóvedas son de crucería simple, cuya esbeltez se acusa por la luz que penetra por las ventanas del claristorio en la más amplia y alta nave central.
La antigua colegiata constaba de tres naves, a las que se ha incorporado una cuarta antes ocupada por los Palacios del Abad y otras capillas. Desde el siglo XV al XVII le fueron adosadas varias capillas laterales. En la Sala Capitular y la nave contigua se reunía en ocasiones excepcionales el Concejo General de la Villa de Santander.
El claustro, de planta trapezoidal, se construyó durante la primera mitad del siglo XIV, manteniendo el mismo estilo arquitectónico del conjunto. Por las puertas de su muro occidental se accedía al gran Hospital del Sancti Spiritus y a la iglesia para peregrinos de Santiago.

## Sede de conciertos y acción solidaria
La catedral es sede de numerosos conciertos benéficos y de acción solidaria. En 2023, en apoyo a Ucrania, en la misa de Epifanía sonaron villancicos ucranianos interpretados por Anastasia Golub, soprano, primera solista del Teatro Nacional de Ópera y Ballet de Odesa (Ucrania).